# رافية جنوبية
رافية جنوبية (الاسم العلمي: Raphia australis) هي نوع من النباتات يتبع جنس الرافية من الفصيلة الفوفلية.